# نقد هندوئیسم

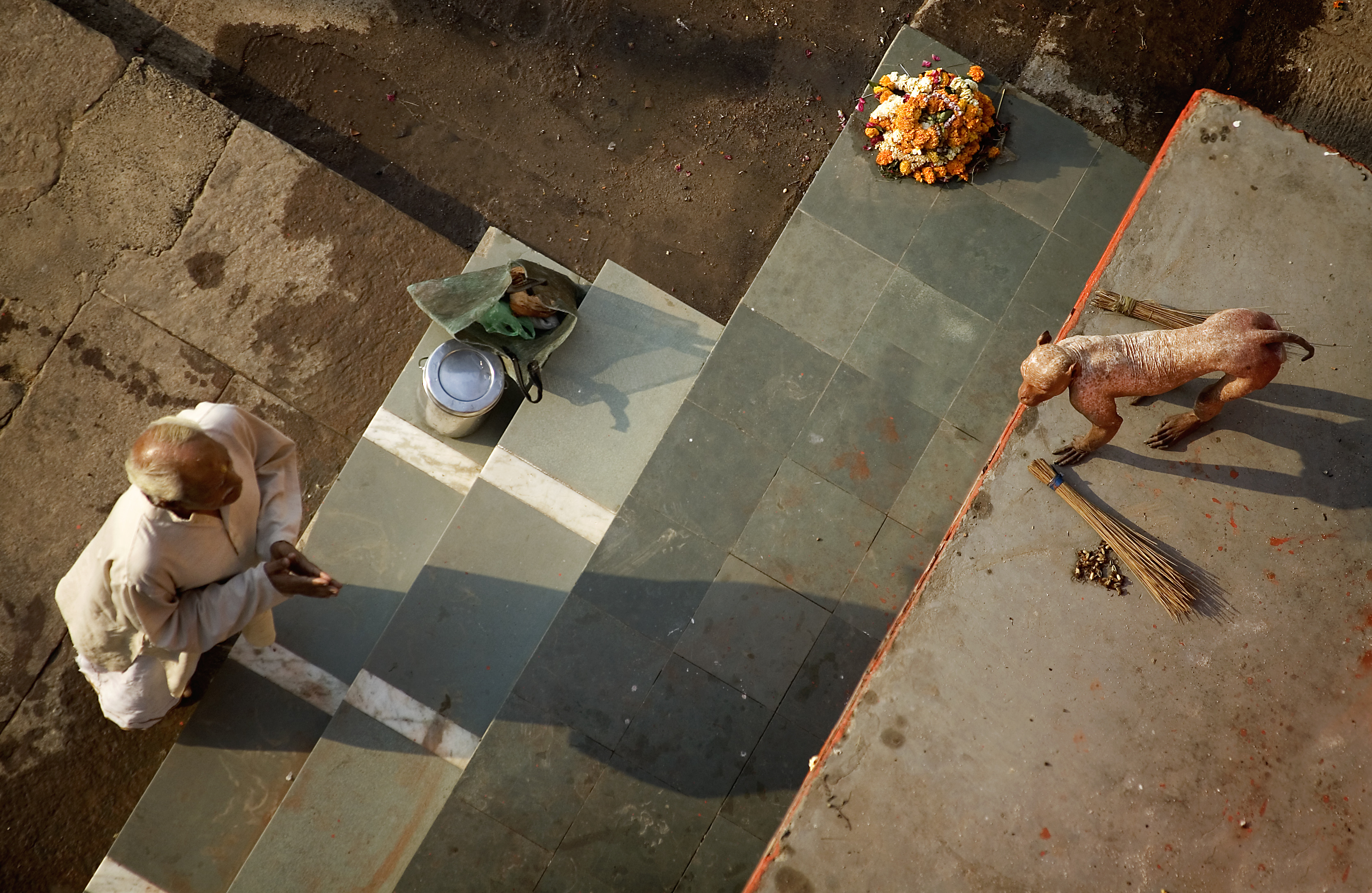
یک کشیش هندو برای یک میمون بی مو (بت) دعا می‌کند

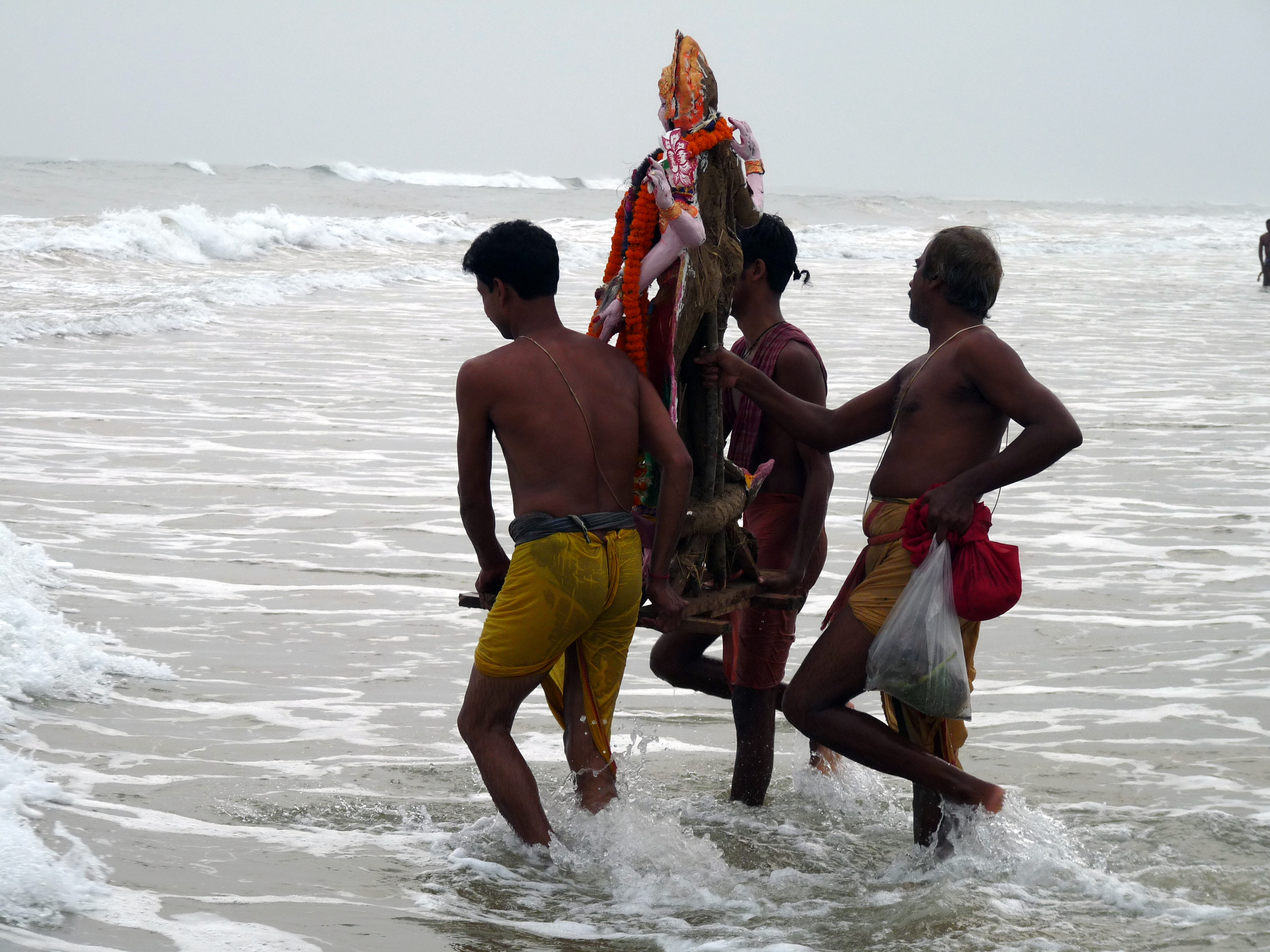
عده ای هندو دارند الهه خود را که یک بت است، به آب می‌اندازند

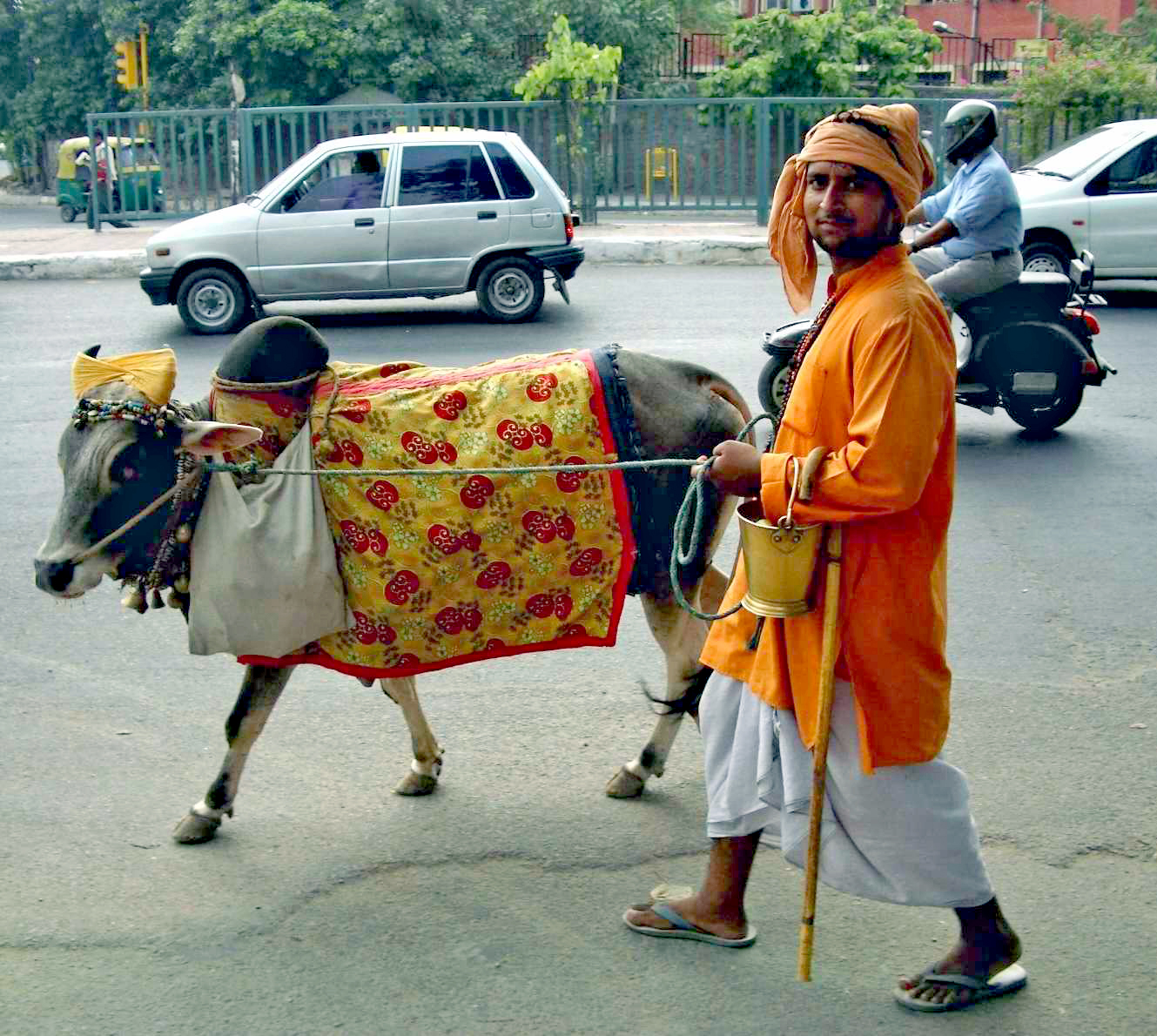
یک برهمین گاو خود را تزئین کرده‌است

نقد هندوئیسم به جنبه‌هایی از هندوئیسم اشاره دارد که مورد نقد و انتقاد قرار می‌گیرد.
یکی از موارد، نقد سیستم طبقه‌بندی هندوئیسم است که به آن ورن می‌گویند. «برخورد تبعیض آمیز و بیرحمانه، غیرانسانی و تحقیرآمیز» بیش از ۱۶۵ میلیون نفر در هند بر پایه ورن توجیه می‌شود، ورن یک ویژگی مشخص آیین هندوئیسم است که بارها مورد توجه و توصیف دیدبان حقوق بشر و سازمان ملل قرار گرفته‌است.
پیروان این آئین، به خدایان بسیاری اعتقاد دارند نظیر گاو و غیره، آنان بت‌های دست‌ساز خود را می‌پرستند به طوری که کشور هند دارای بزرگ‌ترین بت‌خانه‌های جهان است،
جان بی ناس در توضیح آیین هندو می‌نویسد:
اعمالی که عوام الناس (هندو) به نام مذهب انجام می‌دهند، ترکیبی است که از همه گونه اعتقادات مخلوط و به هم آمیخته، مانند آنیمیسم، فتیشیسم و شمنیسم و شیطان‌پرستی و حیوان پرستی و ایمان به ارواح خیر و شر خداهای کوچک‌تر که معبودهای محلی اند… .
جسد پیروان این آیئن سوزانده می‌شود، در یک رسم به اسم ساتی «هنگام سوزاندن جسد مرد متوفی، همسر وی نیز به نشانهٔ وفاداری، میان توده‌های هیزم می‌خوابید و همراه شوهر می‌سوخت…» یا زن بخاطر فشارهای خانوادگی و اجتماعی، مجبور به خودسوزی می‌شد.
همچنین سیستم طبقه‌بندی آیئن هندوئیسم به این صورت تقسیم می‌شود:
- طبقه برهمنها Brahmins: یا طبقه برهمنان که طبقه روحانیون و دانشمندان است.
- طبقه کشاتریاها Kṣatriya: که طبقه جنگاوران و سلاطین است.
- طبقه وایشیاها Vaiśyas: که طبقه بازرگانان، صنعنگران و کشاورزان است.
- طبقه شودراها Shudras: که طبقه کارگران است.

معاشرت افراد یک طبقه با طبقات دیگر شرعاً و عرفاً ممنوع بود.